# Велокрос
Велокрос, або циклокрос — це змагання з велоспорту на пересіченій місцевості. Велогонщики на модифікованих велосипедах долають короткі дистанції (від 2,5 до 3,5 км) з багатьма перепонами. Жінки проходять менше кіл протягом 35-40 хвилин. Чоловіки змагаються близько години. Середня швидкість велогонщиків у середньому 20 кілометрів за годину. Змагання з велокросу проходять переважно восени і взимку, коли шосейні гонщики відпочивають або готуються до нового сезону.

## Історія розвитку виду спорту
Вперше велокрос проводили в 1902 році у Франції. Організатором змагань був француз Даніель Гуссо. Згодом новий вид спорту став популярним в сусідніх країнах — Бельгії та Нідерландах. Пізніше дістався до Іспанії, Італії, Швейцарії, Люксембурга. Перші міжнародні змагання відбулись в 1924 році. Перший чемпіонат світу з велокросу відбувся в 1950 році, перемогу на ньому отримав господар змагань Жан Робік. Сім разів чемпіоном світу ставав бельгієць Ерік де Фламінк, брат легендарного шосейного гонщика Роджера де Фламінк.
В 2015 році з велокросу вперше проводився чемпіонат Європи.
Саме під час змагань з велокросу вперше було виявлено випадок використання механічного допінгу: в 2016 році в одному з велосипедів дев'ятнадцятирічної бельгійки Фемке ван ден Дріссе було знайдено мотор, після чого спортсменка була дискваліфікована на шість років.

## Велосипеди для велокросу
Велосипед для велокросу зовні схожий на звичайний шосейний. Проте є істотна різниця, яка передовсім стосується геометрії рами, а саме: рама велосипеда для велокросу більше адаптована для невисоких швидкостей, які властиві для гонок по бездоріжжю. Існує низка особливостей: високий проміжок між рамою і колесом, припіднята каретка, хід керма дещо збільшений. Для велокросу ставлять більш товсту і шиповану резину, яка краще підходить для їзди ґрунтовим шляхом. В усіх велосипедах для велокросу трос розміщується у верхній частині рами, що захищає систему від бруду і дає можливість переключати передачі, навіть коли велосипед ледь не пливе шляхом. Виготовляють велосипеди для велокросу з сталі, сплавів алюмінію, титану і карбону.
Укомплектовані гоночні велосипеди для велокросу мають бути легкими і швидкими. На велосипедах для велокросу стоять понижені передачі, адже ці гонки набагато повільніші звичайних велозаїздів. Поширені зірочки з 46/36 зубцями, а наявність задніх зірочок діапазоном віл 11 до 32 зубців сприяє легкому підйому в гору.

### Шини для велокросових велосипедів
Максимальна ширина шин для гонок за умовами Міжнародної спілки велосипедистів складає 32 мм, проте бувають шини і значно товщі (наприклад, 38 і 42мм). Досвідчені гонщики користуються трубчатими шинами, в яких покришка приклеєна до обода.

### Гальма
На велосипедах для велокросу дозволено користуватися кантилеверними і дисковими гальмами.
Переваги дискових гальм: практично не потребують обслуговування; добре спрацьовують в бруді.

## Видатні велокросери
Сучасні успішні велокросмени: голландець Матьє ван дер Пул з команди Beobank-Corendon та бельгійці Свен Нейс і Ваут ван Арт.

## Користь від велокросу
1. Велокрос дарує позитивний настрій.
2. Тренуються всі групи м'язів рук, ніг, тулуба
3. Велосипедист під час велокросу значно покращує своє вміння їзди на велосипеді.